# Botad
Botad é uma cidade e um município no distrito de Botad, no estado indiano de Gujarat.

## Geografia
Botad está localizada a 22° 10′ N, 71° 40′ L. Tem uma altitude média de 70 metros (229 pés).

## Demografia
Segundo o censo de 2001, Botad tinha uma população de 100 059 habitantes. Os indivíduos do sexo masculino constituem 53% da população e os do sexo feminino 47%. Botad tem uma taxa de literacia de 64%, superior à média nacional de 59,5%; a literacia no sexo masculino é de 71% e no sexo feminino é de 55%. 15% da população está abaixo dos 6 anos de idade.